# Елізій (вулканічна провінція)
Вулканічна провінція Elysium (Єлисейське нагір'я, нагір'я Елізіум, нагір'я Елізій) — великий вулканічний регіон на Марсі, розташований на піднятті геологічного купола. Розмірами формація 1700 на 2400 км, і є другою за величиною вулканічною областю на планеті (після провінції Тарсис, лат. Tharsis). Єлисейське нагір'я — наймолодший вулканічний регіон Марса. Центр цієї провінції розташований, поблизу гори Elysium Mons, за координатами 25°00′ пн. ш. 147°12′ сх. д. / 25.0° пн. ш. 147.2° сх. д.. Рівнина Елізій — це велика рівнина, розташована південніше від вулканічної провінції, із центром у точці 3,0° пн. ш., та 154,7° сх. д.
На нагір'ї розташовані три великі вулкани — Купол Гекати, Купол Альбор, Гора Елізій. Вони менші за вулкани Тарсис, але значно більші за земні гори. Вулкан Гори Елізій висотою 13 км є найбільшим в радіусі 700 км. Ще один великий вулкан, Гора Аполлона, знаходиться далі на південь від інших, але він не є частиною провінції — його від неї відділяє рівнина Elysium. Окрім великих вулканів у провінції Elysium також є декілька районів із западинами (борознами) — Cerberus Fossae, Elysium Fossae, та Hephaestus Fossae.
На базі знімків, отриманих радіолокатором SHARAD на космічному апараті Mars Reconnaissance Orbiter, вченим вдалося визначити розміри системи підземних водних каналів Marte Vallis, які склали 50—100 метрів, та реконструювати деякі геологічні процеси в регіоні. Було показано, що за останні 500 млн років в регіоні відбулися катастрофічні повені, за масштабами схожі на земні, що сформували Ченнелд Скебленд в американському штаті Вашингтон, хоча раніше вважалося, що поверхня планети в цей час була вже повністю суха. Вчені припускають, що вода зберігалася в підземному резервуарі в нині прихованій частині борозен Cerberus Fossae. У ході тектонічної чи вулканічної активності, вода опинилася на поверхні й утворила гігантські потоки, що розлилися по регіону. Події відбувалися у два етапи — перший призвів до утворення невеликих русел, наступний — набагато більших. За відсутністю слушних кліматичних умов для існування водойм на поверхні планети, вода з часом випарувалася.

## Галерея зображень

### Вулкани

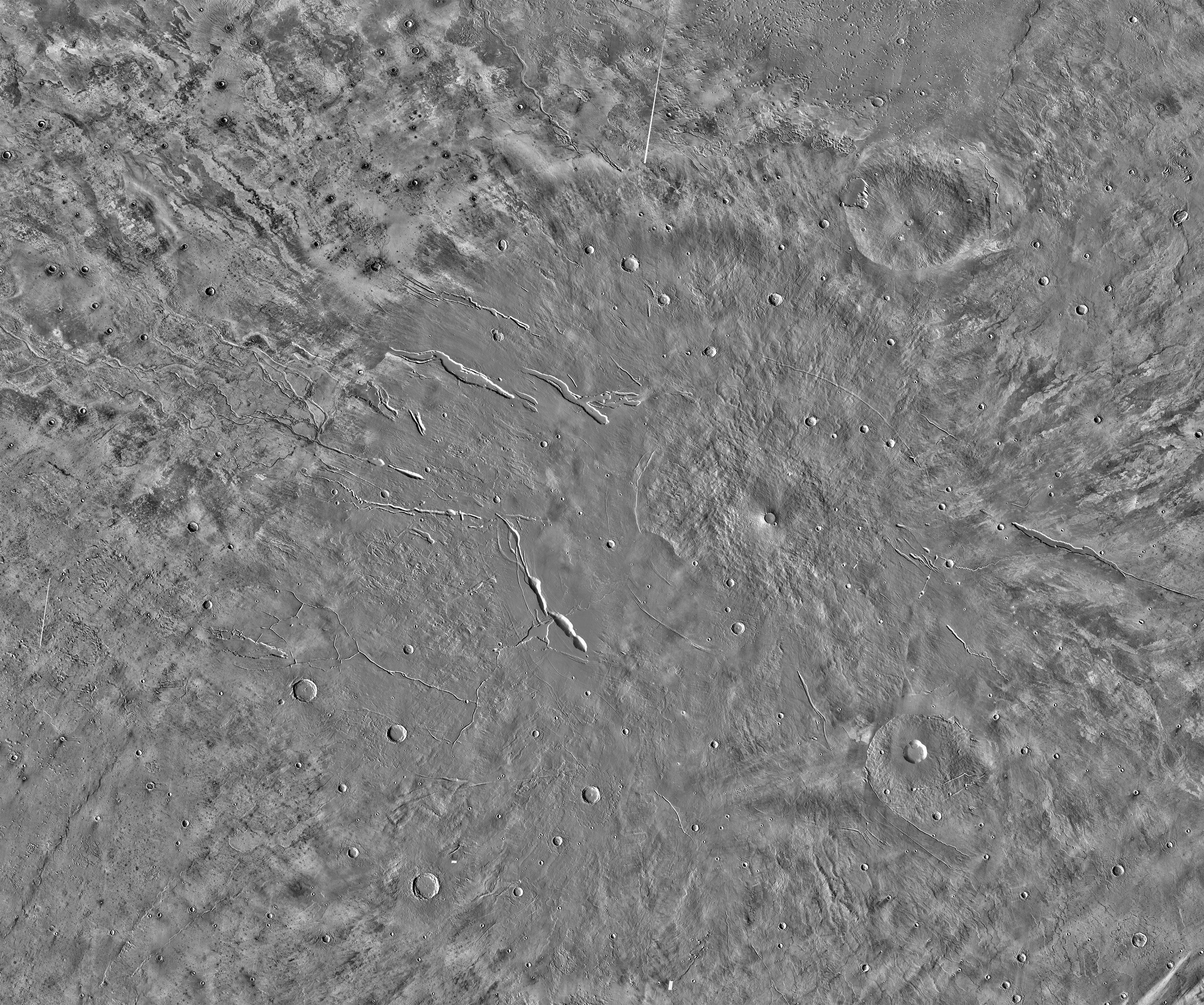
Зображення регіону з камери THEMIS, що на борту апарата 2001 Mars Odyssey.
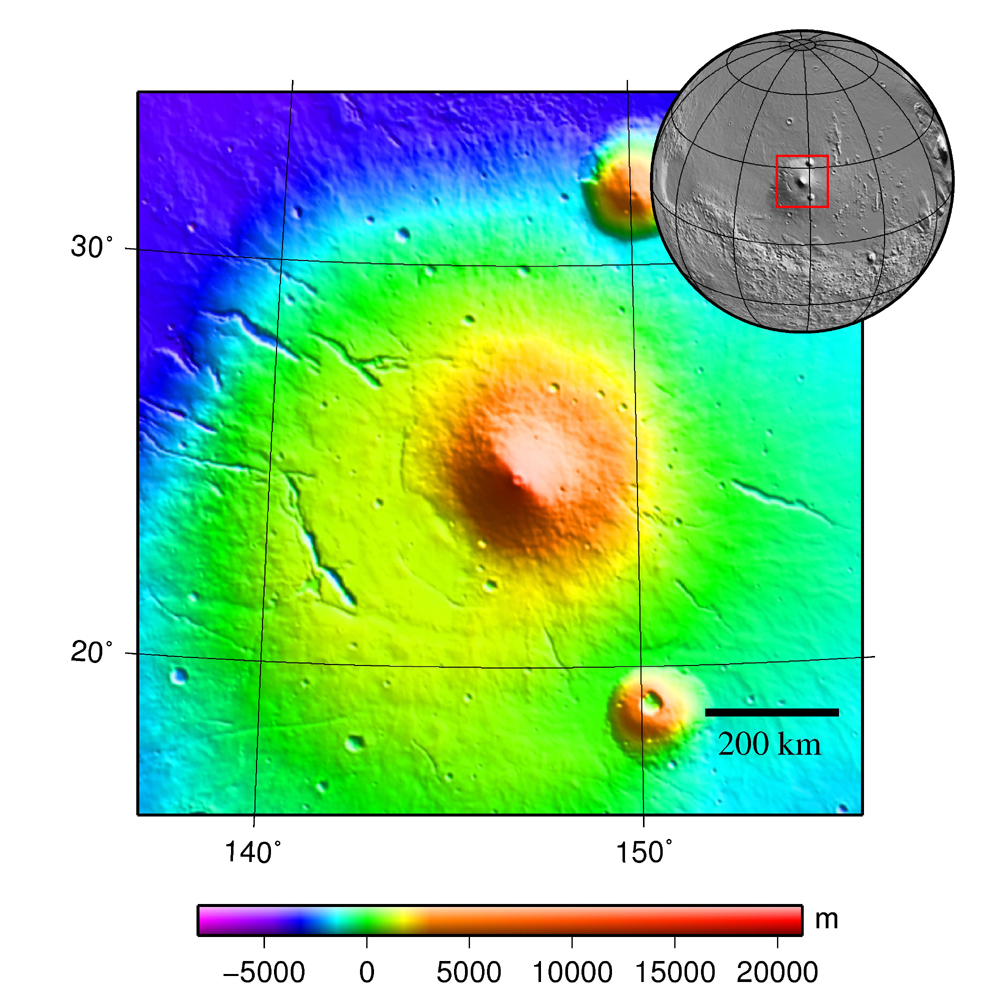
Гора Елізій, різні висоти показані різними кольорами.
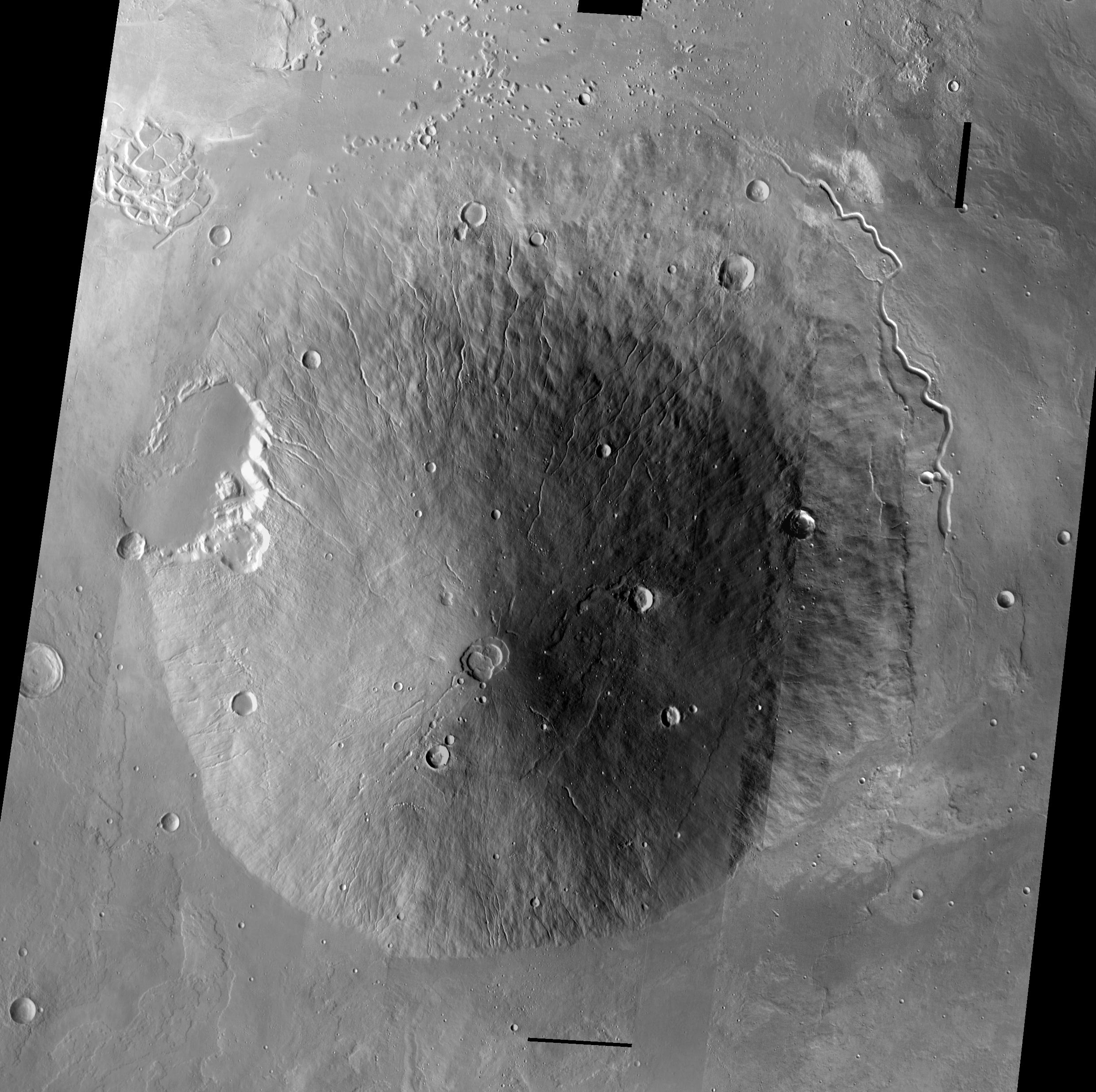
Купол Гекати.
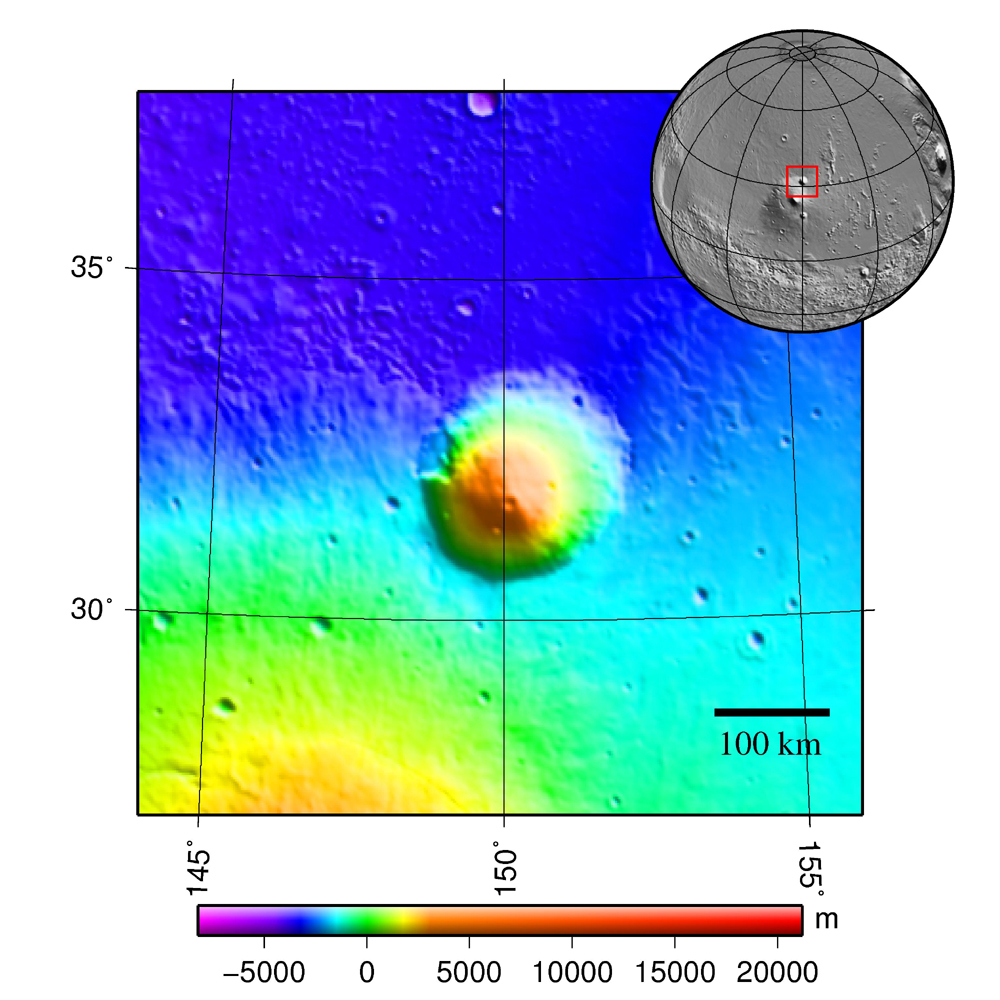
Топографія Купола Гекати.
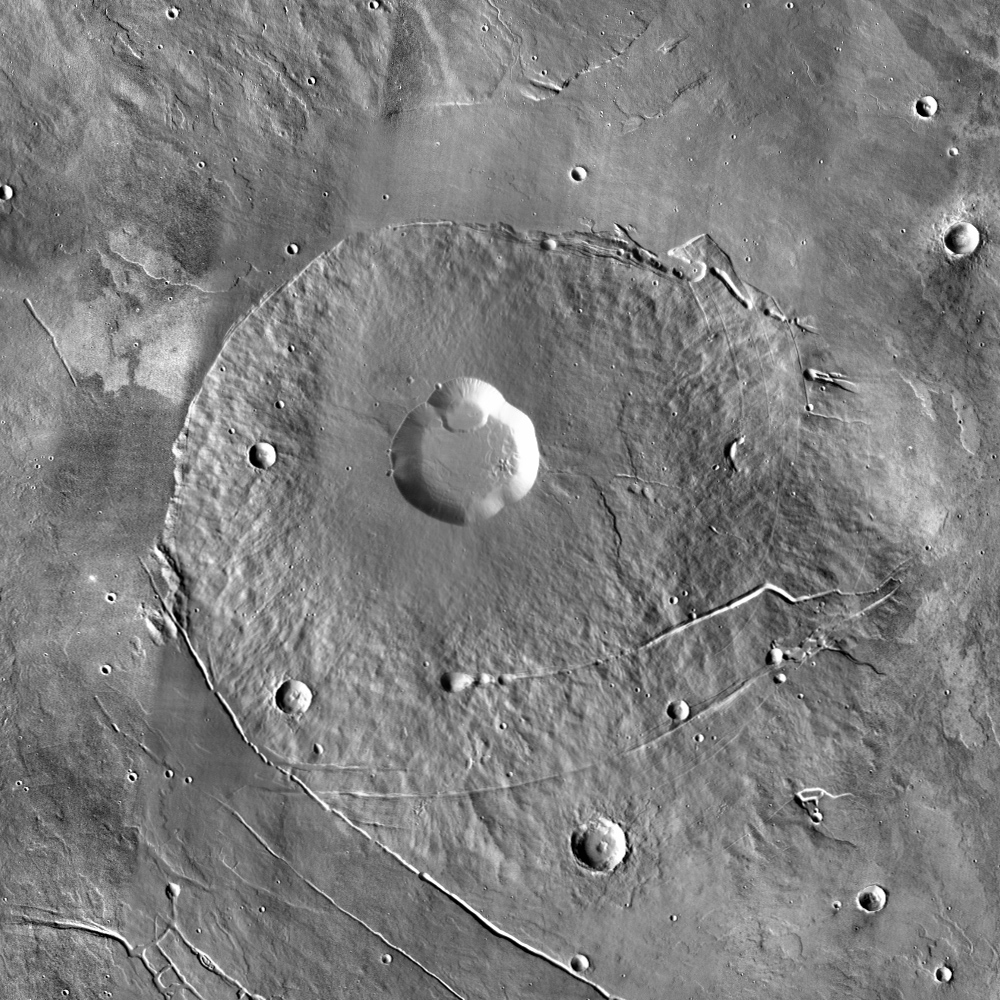
Купол Альбор.
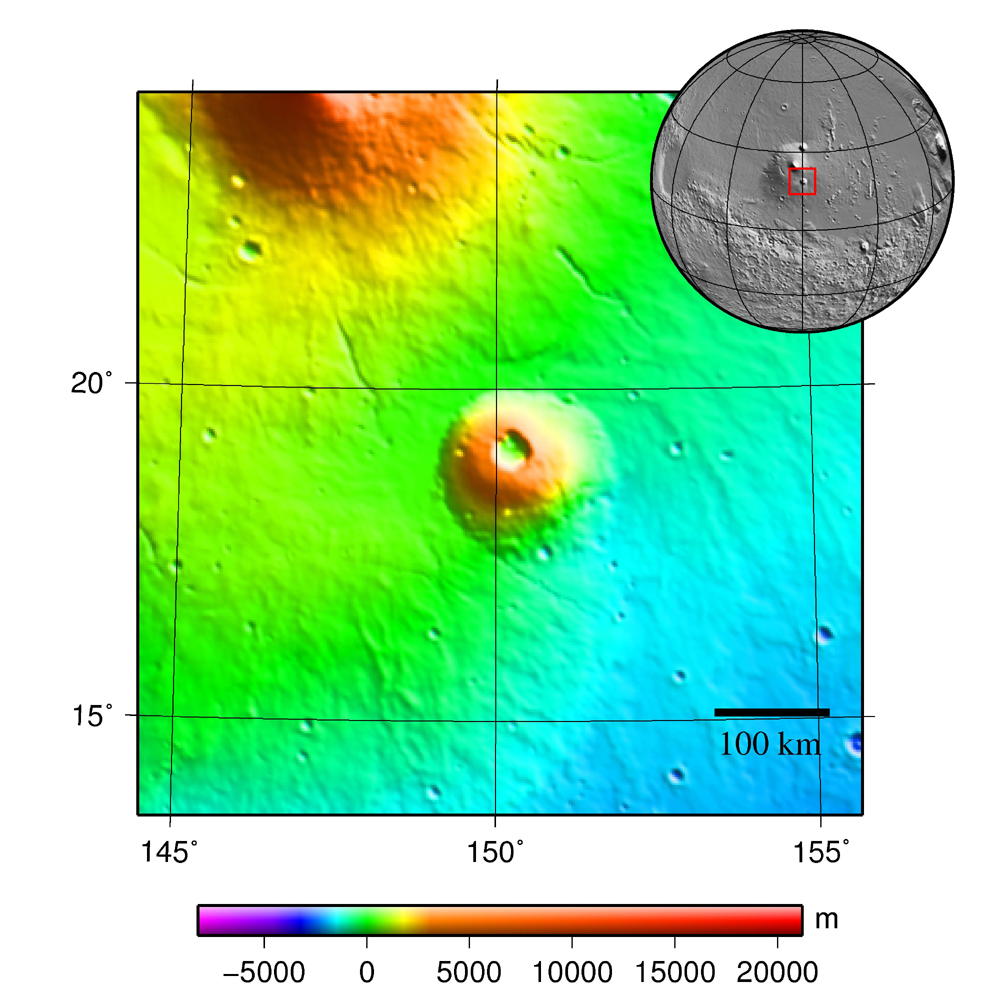
Топографія Купола Альбор.

### Борозни

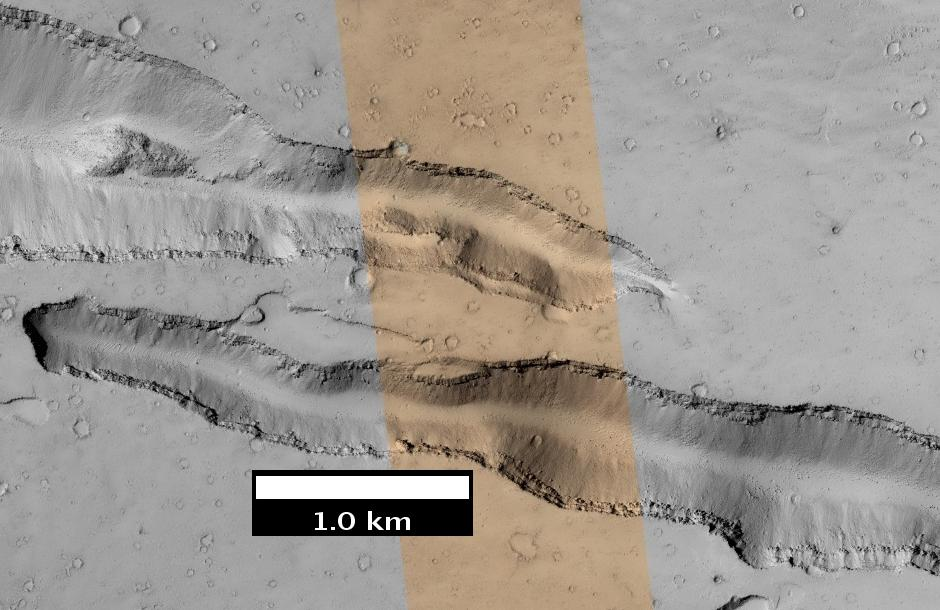
Борозни на схід від Albor Tholus.
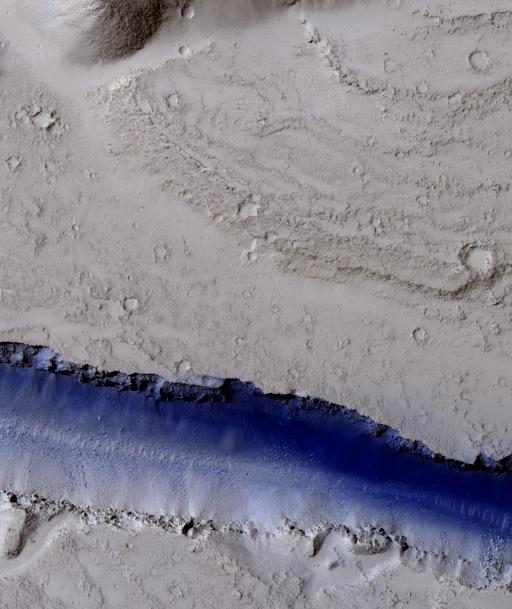
Частина борозен на Elysium Planitia. Синій колір, можливо — сезонний лід.
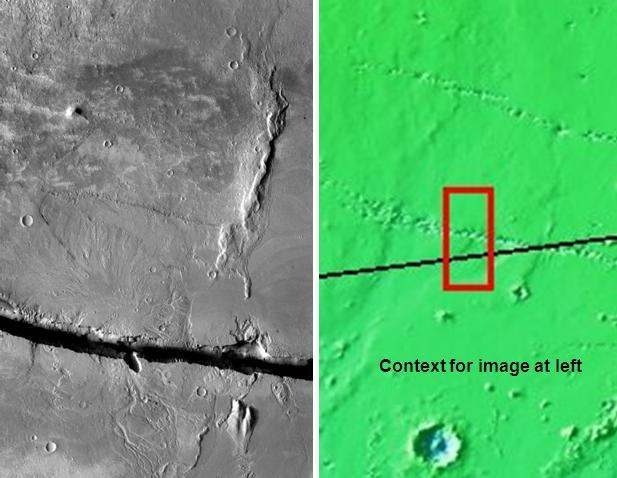
Cerberus Fossae.
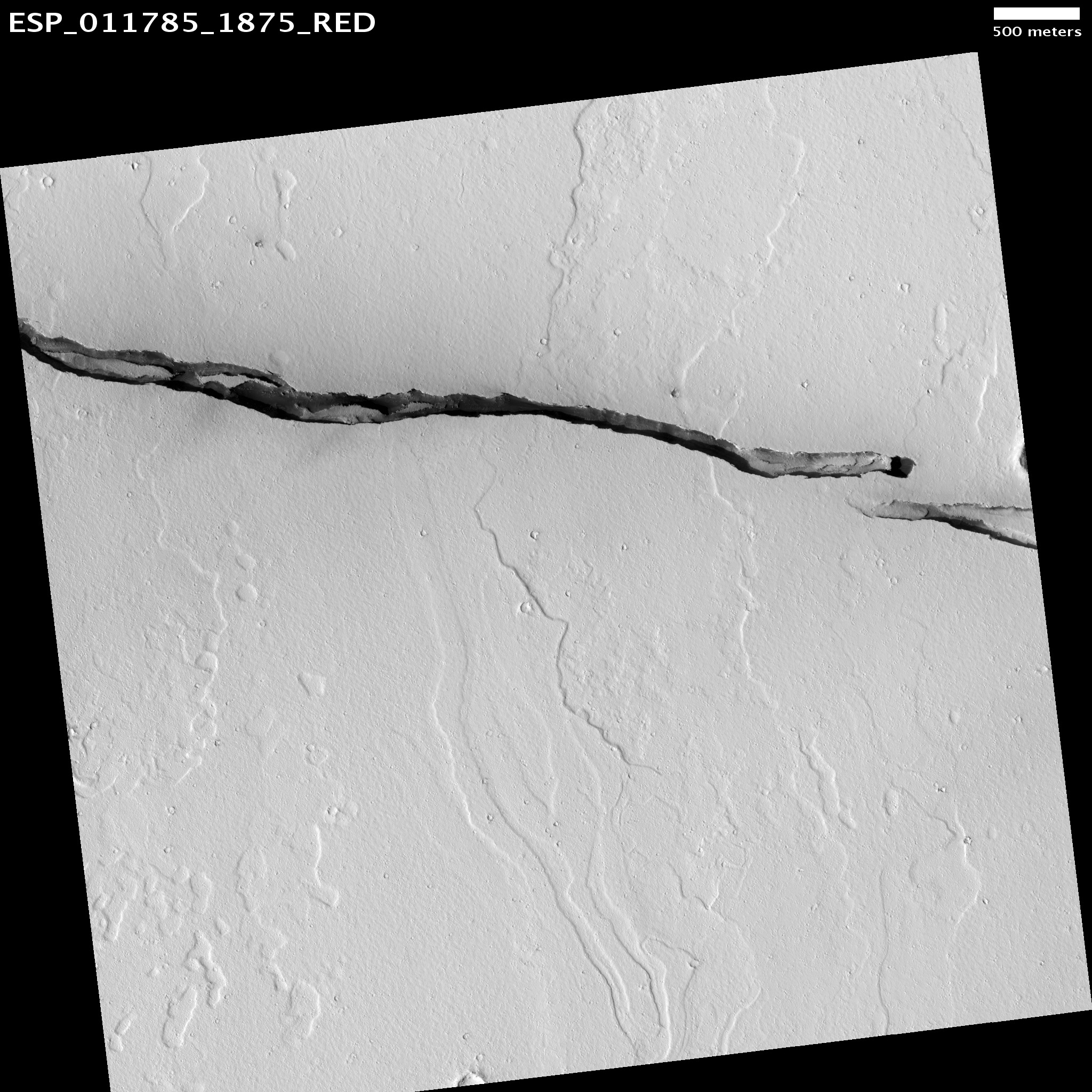
Cerberus Fossae. Чорний матеріал має моходження з борозни. Масштабна лінійка — 500 м.
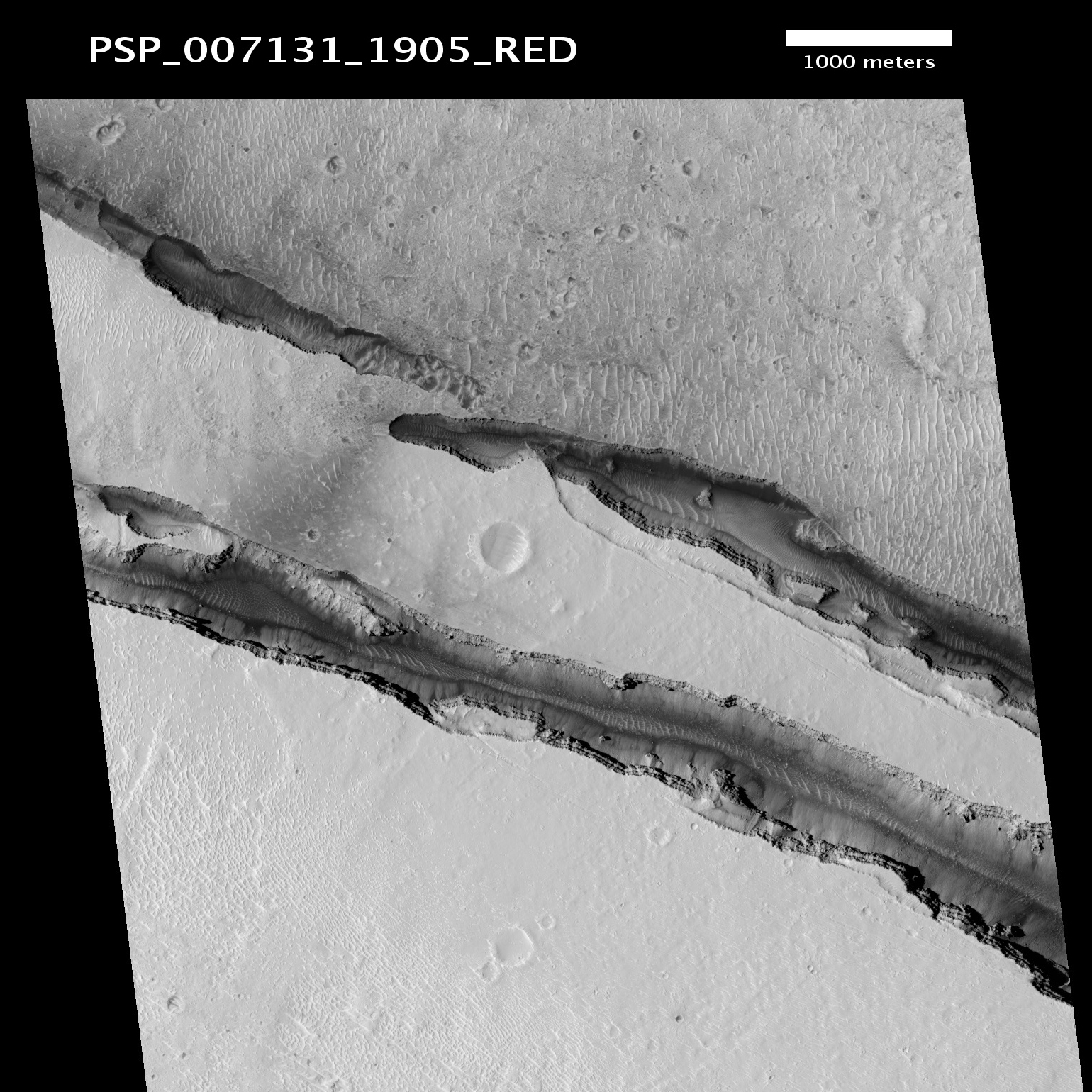
Cerberus Fossae.